# 克勒妮·玛塔
27°47′26″N 73°20′27″E / 27.79056°N 73.34083°E
克勒妮·玛塔（1387年10月2日-1538年3月23日），又被叫作克勒妮吉·玛塔（करणी जी माता，“吉”是一个尊称）。她是一位女性印度教圣人，以“恰伦”这一种姓而出生，并作为难近母的化身受到她的追随者们崇拜。她是焦特布尔与比卡内尔的皇室正式认可的女神。在她的一生中，她为拉其普塔纳（拉贾斯坦邦以前的名字）的两座重要的堡垒奠定了基石。她过的是苦行的生活，并且大多数供奉她的庙宇都是在她活着的时候供奉的。在她活着的时候，有一座供奉她的庙宇与众不同：既没有她的画像，也没有她的偶像，但却有她的一个脚印，这表示了她曾驾临过此地。她最著名的庙宇便是代什诺盖庙，这座庙宇是紧随她从家乡神秘消失之后而被创建的。这座庙宇以其老鼠而著名，这些老鼠被视为神圣的，并在庙里受到了保护。这座庙宇靠近比卡内尔与诺卡。克勒妮·玛塔的第二个名字是娜丽·芭伊。跟一些报告相反的是，这座庙宇是印度教的，跟耆那教没什么关系。

## 代什诺盖克勒妮·玛塔庙
代什诺盖的克勒妮·玛塔庙距比卡内尔30公里，它现今的外形完成于20世纪初期，风格为晚期莫卧儿式，建造者为比卡内尔的根加·辛格摩诃拉惹。这座庙宇在1999年被总部位于海得拉巴的克勒妮珠宝行的昆登拉尔·沃尔马进一步改善。这座庙宇的巨大的银色大门和大理石雕刻们也是他捐赠的。这是一座非常有影响力的庙宇。
在那一整年，印度各地的朝圣者们前来给代什诺盖庙的克勒妮·玛塔奉献宗教供礼。在拉贾斯坦邦之外，她在一些地区也受到尊敬与爱戴，比如在古吉拉特邦、中央邦，还有哈里亚纳邦。在九夜节期间，数千人会步行来到这座庙宇。如果有一只老鼠被杀死了，就必须以一只纯金制的老鼠来替换它。在黑色老鼠群中间发现了一只白色老鼠的话，就会被视为特别地吉利。

### 传说
根据当地的传说，克勒妮·玛塔，14世纪的神秘主义者，印度教的难近母的化身，恳求死神阎魔，复活她的一个讲故事的人的儿子。阎魔拒绝了，于是克勒妮·玛塔便化身为了那个死去的儿子，而所有的讲故事的人都成为了老鼠，受她保护。

## 传记

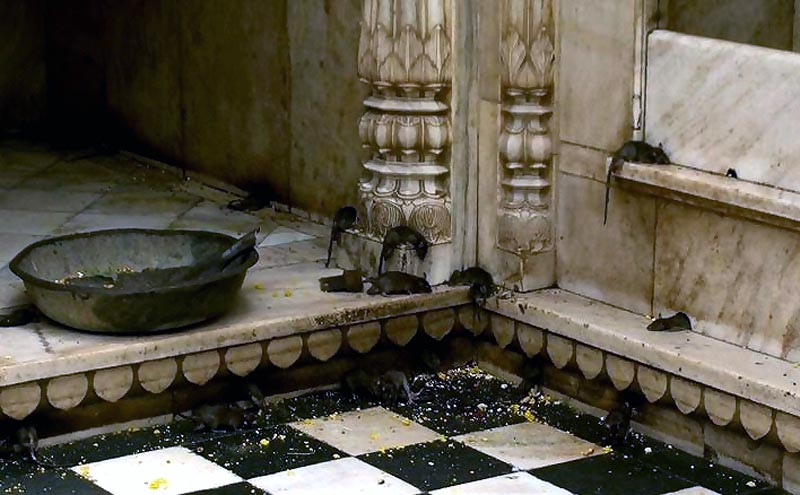
这座庙宇也被叫作“老鼠庙”，这是因为庙宇中生活着老鼠。

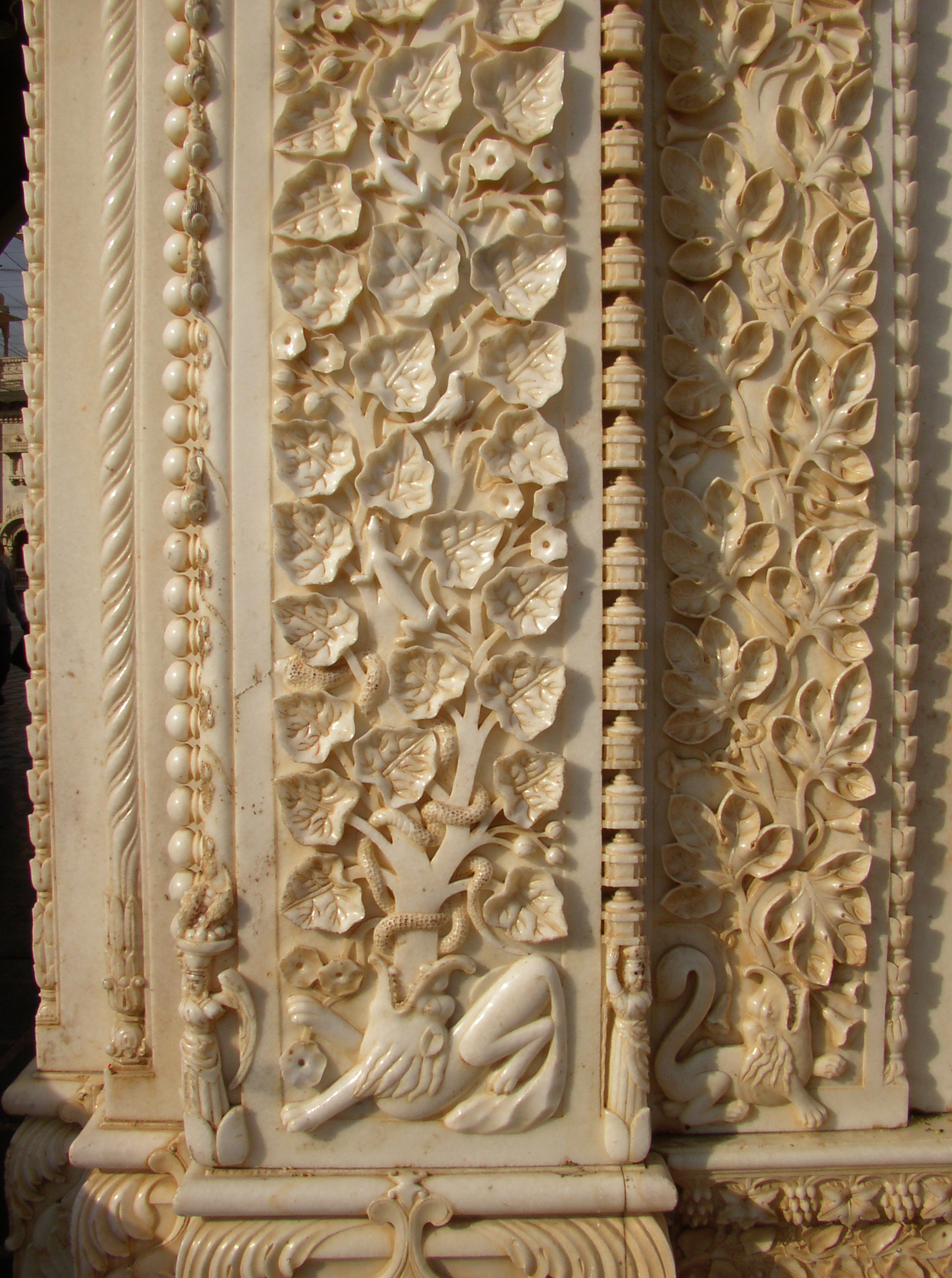
一些大理石雕刻。捐赠者是根加·辛格摩诃拉惹。

克勒妮·玛塔于1387年10月2日生于拉贾斯坦邦焦特布尔县的苏瓦普村。她是梅霍吉·恰伦与他的妻子德瓦尔·德维的第七个女儿，本名丽杜·芭伊。根据传说，她在六岁时通过神奇地治愈了她的女性长辈而赢得了“克勒妮”这个敬称。而“玛塔”一词──意为“母亲”──通常是给那些受崇拜的母神们的。她在公元1415年左右嫁给了萨蒂卡村的迪波吉·恰伦，但是并没有过上传统的“婚后生活”。
之后她安排了她丈夫与她妹妹古拉布的婚礼。她在她婆家的村子里住了大约两年，之后她带着她的追随者们和一群牛离开了那里，过上了游牧生活，每天日落时便扎营地。其中的一个营地是在姜格洛村扎的，但是当地的统治者坎哈拉奥（“拉奥”与“拉惹”同意）的一个仆人拒绝他们的人和牛接近水源。因此，克勒妮·玛塔宣布她的追随者钱达萨尔的里德马拉奥尔为这个村子的新统治者，并继续踏上了她的旅程。当她抵达了代什诺盖附近时，坎哈拉奥亲自来反对她扎营地，但是他死了，原因不详。克勒妮·玛塔停止了进一步的漫游，开始在那里生活。她的丈夫迪波吉死于公元1454年左右。当克勒妮·玛塔的继子拉克斯曼在企图从池塘饮水时淹死在了那里之后，老鼠便在她的庙宇中变为神圣的了。
根据传说，克勒妮·玛塔曾恳求过死神阎魔；尽管阎魔第一次拒绝了，但是他最终还是发慈悲了，允许了拉克斯曼和克勒妮·玛塔的所有的男性孩子转世为老鼠。在公元1453年左右，她为焦特布尔的乔达拉奥征服阿杰梅尔、梅尔达和曼多尔祝福。在1457年，她应乔达拉奥之请去了焦特布尔，为焦特布尔的堡垒奠基。
她的第一座庙宇是在她活着的时候由她的追随者阿马拉·恰伦在马塔尼亚村建造的。在公元1472年左右，她安排了比卡拉奥（乔达拉奥的第五个儿子）与朗格·昆瓦尔（蓬加尔的谢卡拉奥的女儿）的婚礼，使拉托尔家族与巴蒂安家族化敌为友。在1485年，她应比卡拉奥之请，为比卡内尔的堡垒奠定了基石。在1538年，克勒妮前去拜访杰伊瑟尔梅尔的摩诃拉惹。在公元1538年3月21日，她和她的继子蓬贾尔与别的一些追随者们往代什诺盖返回。他们当时在比卡内尔县的戈拉耶德乡的加迪亚拉和吉里拉杰萨尔附近，在那里，她叫队伍停下来取水。她消失在了那里，传闻她当时151岁。

## 白色老鼠

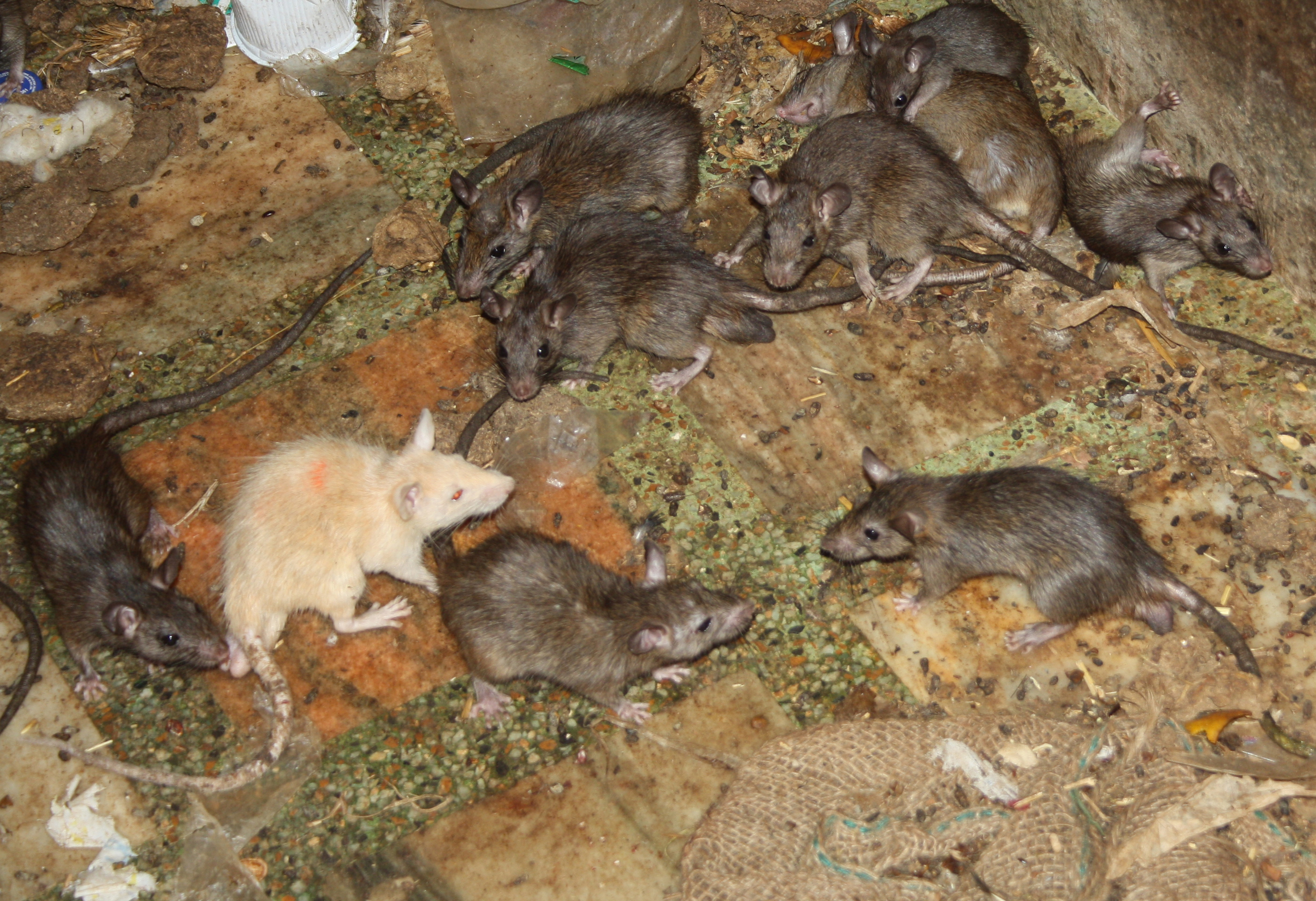
克勒妮·玛塔庙中的白色老鼠。

据说在庙宇中的所有的成千上万只老鼠中，有四五只白色老鼠，它们被视为是格外神圣的。它们据信是克勒妮·玛塔本人和她的四个儿子的化身。发现它们是一件特别的幸事。访客们付出了巨大的努力才把它们弄了出来，并提供给了它们神圣甜食供品。

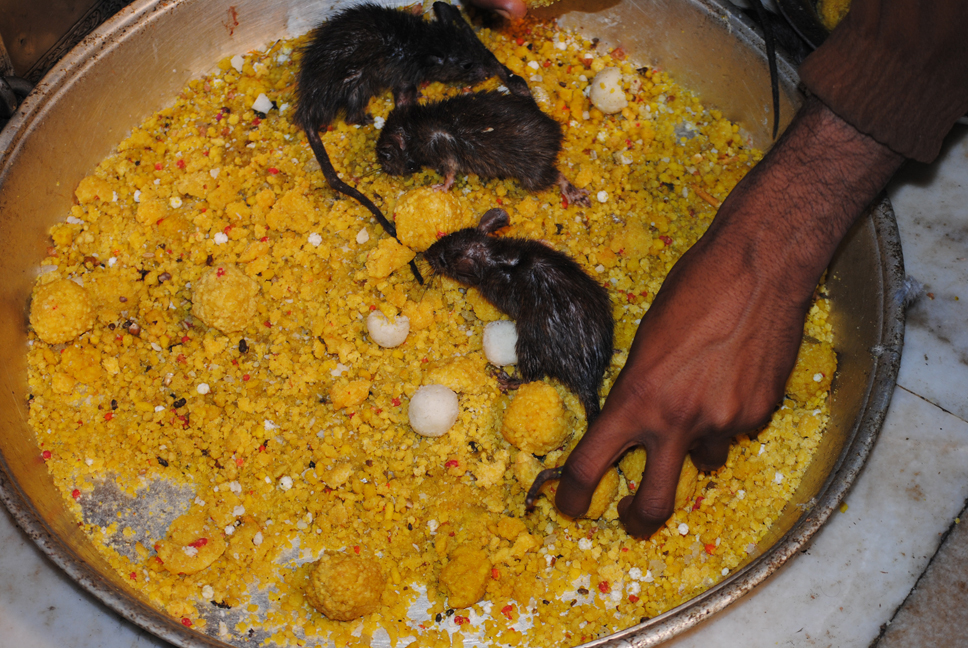
克勒妮·玛塔庙中的正在吃供品的老鼠。